# Lijst van endemische fauna van Puerto Rico
Dit is een lijst van de endemische fauna van Puerto Rico.

## Amfibieën en reptielen

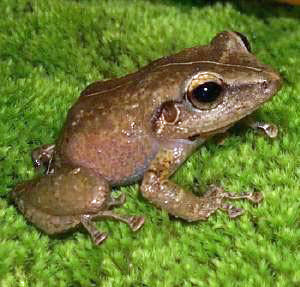
Coquikikker (Eleutherodactylus coqui)

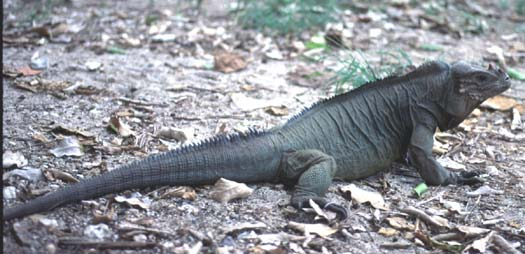
Cyclura cornuta stejnegeri

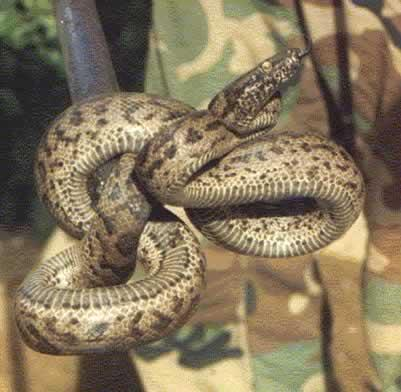
Epicrates inornatus

- Alsophis portoricensis
- Ameiva alboguttata
- Ameiva desechensis
- Ameiva exsul
- Ameiva wetmorei
- Amphisbaena bakeri
- Amphisbaena caeca
- Amphisbaena schmiditi
- Amphisbaena xera
- Anolis cooki
- Anolis monensis
- Anolis occultus
- Anolis poncensis
- Anolis roosevelti
- Arrhyton exiguum
- Bufo lemur
- Ctenonotus poncensis
- Cyclura cornuta stejnegeri
- Diploglossus pleei
- Eleutherodactylus cooki
- Eleutherodactylus coqui
- Eleutherodactylus eneidae
- Eleutherodactylus jasperi
- Eleutherodactylus monensis
- Epicrates inornatus
- Sphaerodactylus micropithecus
- Sphaerodactylus monensis
- Sphaerodactylus roosevelti
- Typhlops monensis
- Typhlops rostellatus

## Duizendpotigen
- Cylindromus uniporus

## Insecten
- Camponotus kaura
- Solenopsis torrei

## Kreeftachtigen
- Alloweckelia gurneei
- Emerita portoricensis

## Spinnen
Lijst volgens Platnick.
- Anyphaenidae
  - Anyphaena decora
  - Wulfila coamoanus
  - Wulfila inconspicuus
  - Wulfila isolatus
  - Wulfila macropalpus
  - Wulfila tropicus
- Araneidae
  - Araneus adjuntaensis
  - Lewisepeira maricao
  - Metazygia silvestris
- Clubionidae
  - Clubiona desecheonis
  - Elaver portoricensis
- Corinnidae
  - Abapeba guanicae
  - Abapeba wheeleri
  - Corinna javuyae
  - Phrurolithus insularis
  - Phrurolithus portoricensis
  - Trachelas borinquensis
- Ctenidae
  - Celaetycheus modestus
  - Celaetycheus strenuus
  - Oligoctenus ottleyi
  - Trujillina isolata
- Dipluridae
  - Masteria petrunkevitchi
- Gnaphosidae
  - Camillina desecheonis
- Hahniidae
  - Hahnia naguaboi
- Ixodidae
  - Amblyomma arianae
- Linyphiidae
  - Lepthyphantes microserratus
- Lycosidae
  - Agalenocosa yaucensis
- Mimetidae
  - Mimetus portoricensis
- Oonopidae
  - Oonops delegenus
  - Oonops ebenecus
  - Oonops viridans
  - Stenoonops econotus
  - Stenoonops phonetus
  - Stenoonops portoricensis
- Pholcidae
  - Modisimus cavaticus
  - Modisimus coeruleolineatus
  - Modisimus montanus
  - Modisimus montanus dentatus
  - Modisimus sexoculatus
  - Modisimus signatus
- Prodidomidae
  - Neozimiris nuda
- Salticidae
  - Agobardus blandus
  - Corythalia gloriae
  - Corythalia tristriata
  - Emathis luteopunctata
  - Emathis minuta
  - Emathis portoricensis
  - Emathis tetuani
  - Eris illustris
  - Habronattus ensenadae
  - Habronattus facetus
  - Hentzia squamata
  - Jollas minutus
  - Neonella mayaguez
  - Sidusa mona
  - Siloca monae
- Scytodidae
  - Scytodes dissimulans
- Sparassidae
  - Olios bicolor
  - Olios darlingtoni
  - Pseudosparianthis jayuyae
  - Stasina portoricensis
- Tetragnathidae
  - Chrysometa hamata
  - Chrysometa jayuyensis
  - Chrysometa yunque
  - Glenognatha gloriae
  - Tetragnatha bryantae
- Theraphosidae
  - Avicularia caesia
  - Cyrtopholis culebrae
  - Cyrtopholis portoricae
  - Holothele culebrae
- Theridiidae
  - Dipoena puertoricensis
  - Styposis lutea
  - Theridion ricense
- Theridiosomatidae
  - Baalzebub albonotatus
  - Ogulnius gloriae
- Thomisidae
  - Misumenops bubulcus
  - Rejanellus mutchleri
  - Tmarus vertumus
- Uloboridae
  - Miagrammopes animotus

## Vogels

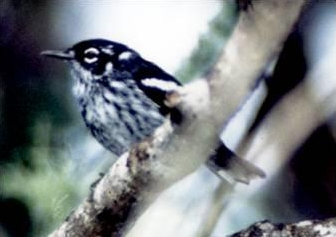
Dendroica angelae

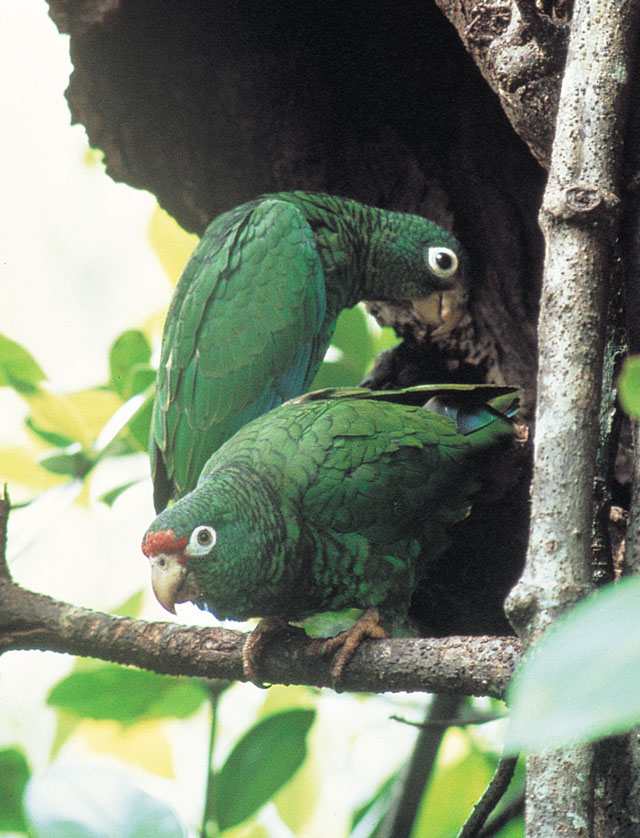
Amazona vittata

- Agelaius xanthomus
- Amazona vittata
- Anthracothorax viridis
- Caprimulgus noctitherus
- Chlorostilbon maugeaus
- Coccyzus vieilloti
- Contopus portoricenis
- Dendroica adelaidae
- Dendroica angelae
- Loxigilla portoricensis
- Megascops nudipes
- Melanerpes portoricensis
- Myiarchus antillarum
- Nesospingus speculiferus
- Spindalis portoricensis
- Todus mexicanus
- Vireo latimeri

## Weekdieren
- Teredo portoricensis